# عين ليبيا
شبكة عين ليبيا الإعلامية أحد مشاريع “مؤسسة عين ليبيا للنشر والصحافة والإعلام”، وهي صحيفة إخبارية إلكترونية يومية شاملة. وتهدف الشبكة، والتي تتخذ العاصمة الليبية طرابلس مقرًا لها، لتقديم تغطية آنية ومستمرة للأحداث على الساحة الليبية والساحات العربية والدولية. في 3 نوفمبر 2011، نشرت عين ليبيا أول مقال على موقعها.

## فريق العمل
يتكون فريق عمل عين ليبيا من عدد من الإعلاميين الليبيين والعرب ممن يتمتعون بتجارب مهنية ولاسيما في مجال الإعلام الإلكتروني، وهم في غالبيتهم من الشباب. يتولى إدارة التحرير د. رمضان محمد وينوب عنه علي حسين.